# Рудник Кінг-оф-Кріейшен
Рудник Кінг-оф-Кріейшен (King Of Creation) – колишній гірничодобувний майданчик на заході Австралії, одна з копалень на рудному полі Ерілстун (Erilstoun).
Поклад золота на місці майбутнього рудника виявили у 1897-му. Обмежену розробку родовища вели з перервами з початку 1900-х та до 1937 року, при цьому відомо про існування тут шахти глибиною 33 метра та кар’єру глибиною 29 метрів.
Наприкінці XX століття Кінг-оф-Кріейшен відпрацювали компанії Ashton Mining Limited та Hillmin Gold Mines Pty Limited. Розробка велась відкритим способом і з 1988 по 1990 роки вилучили 811 тисяч тонн руди, що дало змогу отримати 1,8 тонни золота. Є відомості, що руда проходила переробку на фабриці з вилучення золота розташованої неподалік копальні Корк-Трі-Велл. 
В 2020-му права на гірничий відвід придбала компанія Regis Resources Limited, яка анонсувала можливість відновлення розробки (для чого потребно перемістити один з відвалів).